# Houtlandroute
De Houtlandroute is een toeristische autoroute door het Houtland in Vlaanderen. De 81 kilometer lange route was bewegwijzerd met zeshoekige blauwwitte borden. De route doet onder andere Torhout, Koekelare, Oostkamp, Lichtervelde aan.
De route was oorspronkelijk een initiatief van de stad Torhout. Later werd door de toeristische dienst van de stad en de West-Vlaamse Vereniging voor de Vrije Tijd vzw de route hertekend. De bewegwijzering gebeurde met steun van Toerisme Vlaanderen.